# District de Bourabaï
Le  district de Bourabaï (en kazakh : Бурабай ауданы, en russe : Бурабайский район) est un district de l'oblys d'Aqmola au nord du Kazakhstan. 

## Géographie
Son centre administratif est la localité de Chtchoutchinsk. 
Initialement créé en 1932 sous le nom de district de Chtchoutchinsk, il est renommé district de Bourabaï le 3 septembre 2009.

## Démographie
Le recensement de 2010 montre une population de 79 337 habitants, en progression par rapport à celle de 1999 (73 169 habitants).